# NGC 4390
NGC 4390 је спирална галаксија у сазвежђу Девица која се налази на NGC листи објеката дубоког неба.
Деклинација објекта је + 10° 27' 32" а ректасцензија 12h 25m 50,5s. Привидна величина (магнитуда) објекта NGC 4390 износи 12,6 а фотографска магнитуда 13,4. NGC 4390 је још познат и под ознакама IC 3320, UGC 7519, MCG 2-32-40, IRAS 12233+1044, PGC 40602, VCC 849, CGCG 70-67, PGC 40597.